# William E. Andrews

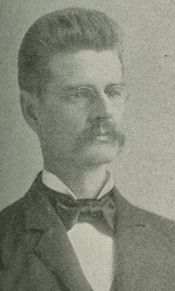
William E. Andrews, 1896

William Ezekiel Andrews (* 17. Dezember 1854 bei Oskaloosa, Mahaska County, Iowa; † 19. Januar 1942 in Washington, D.C.) war ein US-amerikanischer Politiker. Zwischen 1895 und 1897 und nochmals von 1919 bis 1923 vertrat er den fünften Wahlbezirk des Bundesstaates Nebraska im US-Repräsentantenhaus.

## Werdegang
William Andrews verlor schon früh seine Eltern und wuchs als Waisenkind auf. Im Sommer arbeitete er in der Landwirtschaft und im Winter besuchte er die öffentlichen Schulen seiner Heimat. Im Jahr 1874 absolvierte er das Simpson College in Indianola und 1875 das Parsons College in Fairfield. Danach begann er selbst im Schuldienst zu arbeiten. Im Jahr 1879 wurde er zum Schulrat im Ringgold County gewählt. Danach wurde er Mitglied der Fakultät des Hastings College in Nebraska, dessen Vizepräsident er 1889 wurde. Im Jahr 1890 wurde er Präsident der Lehrervereinigung von Nebraska.
Politisch wurde er Mitglied der Republikanischen Partei. In den Jahren 1893 und 1894 war er Privatsekretär von Lorenzo Crounse, dem damaligen Gouverneur von Nebraska. Bei den Kongresswahlen des Jahres 1892 kandidierte Andrews erfolglos für einen Sitz im US-Repräsentantenhaus. Zwei Jahre später wurde er dann aber doch als Kandidat seiner Partei in diese Parlamentskammer gewählt und löste dort am 4. März 1895 William A. McKeighan ab. Da er aber bei den folgenden Wahlen nicht bestätigt wurde, konnte er bis zum 3. März 1897 nur eine Legislaturperiode im Kongress absolvieren. Dort wurde er von Roderick Dhu Sutherland abgelöst, dem er bei der Wahl unterlegen war.
Zwischen 1897 und 1915 war William Andrews Revisor im US-Finanzministerium in Washington. Bei den Kongresswahlen des Jahres 1918 wurde er nochmals in das US-Repräsentantenhaus gewählt, wo er am 4. März 1919 die Nachfolge des Demokraten Ashton Shallenberger antrat. Nach einer Wiederwahl im Jahr 1920 konnte Andrews bis zum 3. März 1923 zwei Legislaturperioden absolvieren. Von 1921 bis 1923 war er Vorsitzender des Ausschusses, der sich mit den Präsidentschaftswahlen befasste. Nachdem er bei den Wahlen des Jahres 1922 gegen Shallenberger verloren hatte, zog sich Andrews aus der Politik zurück. Er verbrachte seinen Lebensabend in Washington, wo er am 19. Januar 1942 verstarb.